# Ченстоцин
Ченстоцин (пол. Częstocin, нім. Ochsenkopf) — село в Польщі, у гміні Пшивідз Ґданського повіту Поморського воєводства.
У 1975-1998 роках село належало до Гданського воєводства.